# Jinshu

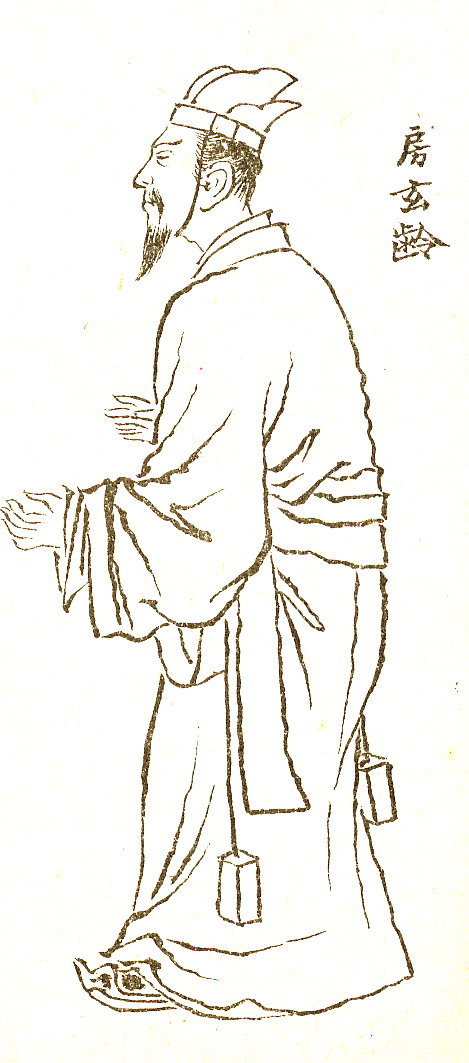
Fang Xuanling som ledde arbetet med Jinshu.

Jinshu (traditionell kinesiska: 晉書, förenklad kinesiska: 晋书, pinyin: Jìnshū) är ett av de kinesiska så kallade 24 historieverken.
Boken är en historiekrönika över jindynastin (265–420) och De sexton kungadömena (304 - 439) och skrevs under Tangdynastin på uppdrag av kejsare Tang Taizong. Arbetet leddes av premiärminister Fang Xuanling och boken var färdig år 648. Några av kapitlen lär vara skrivna av kejsaren själv. Att över 200 år passerat från Jindynastins slut, liksom att många av källorna är av skönlitterär art gör att Jinshu knappast är det mest tillförlitliga av de 24 historieverken. 
Hela boken omfattar 130 kapitel, skrivna i var sin bokrulle.